# كارو أرماتو إم 42/15
كارو ارماتو إم 42/15 دبابة متوسطة إيطالية في الحرب العالمية الثانية. بدأت الإنتاج في 1 كانون الثاني 1943. بحلول منتصف عام 1943، 90 منها صنعت أثناء الهدنة الإيطالية في 8 سبتمبر 1943. وكانت الدبابة في التشكيلات الإيطالية التي قاتلت ضد القوات الألمانية لنزع سلاحهم في روما، بين الدبابات التي استخدموها في هذه المعركة صادرت ألمانيا جميع الدبابات المتبقية.